# Berlandina mesopotamica
Berlandina mesopotamica – gatunek pająka z rodziny worczakowatych. Zamieszkuje Irak i Iran.

## Taksonomia
Gatunek ten opisany został po raz pierwszy w 2020 roku przez Azhara Mohammeda Al-Khazaliego na łamach „Arachnology”. Jako lokalizację typową wskazano dystrykt Qalht Suker w irackiej muhafazie Zi Kar.

## Morfologia i zasięg
Pająk o ciele długości 5 mm przy karapaksie długości 2,5 mm i szerokości 1,7 mm. Kolorystyka karapaksu jest żółta z pięcioma parami wydłużonych, czarnych kropek, dwoma szarymi paskami na części głowowej oraz zaczernionymi krawędziami. Warga dolna i szczęki są brązowawożółte, zaś sternum i odnóża jednolicie żółtawe. Kolejność par odnóży od najdłuższej do najkrótszej to: IV, II, III, I. Wierzch opistosomy (odwłoka) jest szary z żółtawymi paskami podłużnymi, spód zaś żółty z czarnym nakrapianiem po bokach. Żółte kądziołki przędne otoczone są czarnymi obwódkami. Nogogłaszczki samca mają dwukrotnie dłuższe od goleni, od strony grzbietowej porośnięte gęstą skopulą cymbium, szeroką z zaostrzonym szczytem apofizę goleni, zaopatrzoną w dwa wyraźne guzki dolną krawędź tegulum, dwukrotnie dłuższy od apofyzy medialnej, dość gruby, hakowato pośrodku zakrzywiony embolus.
Gatunek palearktyczny, znany jest z muhafazy Zi Kar na południu Iraku oraz ostanu Buszehr na południowym zachodzie Iranu.